# 2017–2018-as MRF Challenge Formula–2000-bajnokság
A 2017–2018-as MRF Challenge Formula–2000-bajnokság a széria 6. szezonja volt. Az idény 2017. november 17-én indult Szahírban és 2018. február 4-én végződött Csennaiban. 4 helyszínen rendeztek összesen 16 futamot.
A brit Harrison Newey volt a címvédő, aki nem vett részt a szezon versenyein. A bajnoki címet a brazil Felipe Drugovich szerezte meg Presley Martonoval szemben.

## Versenyzők
| 3       | Dylan Young           | összes |
| 4       | Henning Enqvist       | összes |
| 5       | Louis Gachot          | 2–4    |
| 8       | Michelangelo Amendola | összes |
| 9       | Robert Megennis       | összes |
| 10      | Richard Wagner        | összes |
| 11      | Felipe Drugovich      | összes |
| 12      | Manuel Maldonado      | összes |
| 14      | Christophe Mariot     | 1      |
| 17      | Nazim Azman           | összes |
| 20      | Rinus van Kalmthout   | összes |
| 21      | Harri Jones           | összes |
| 22      | Alex Karkosik         | összes |
| 26      | Julien Falchero       | összes |
| 28      | Pavan Ravishankar     | összes |
| 32      | Presley Martono       | összes |
| 69      | Perdana Putra Minang  | összes |
| 88      | Danial Frost          | összes |
| 96      | Kurt Hill             | összes |
| Forrás: |                       |        |

## Versenynaptár
| Forduló | Forduló | Versenypálya                          | Pályarajz          | Dátum              |
| ------- | ------- | ------------------------------------- | ------------------ | ------------------ |
| 1       | 1       | Bahrain International Circuit, Szahír |                    | 2017. november 17. |
| 1       | 2       | Bahrain International Circuit, Szahír |                    | 2017. november 17. |
| 1       | 3       | Bahrain International Circuit, Szahír | 2017. november 18. |                    |
| 1       | 4       | Bahrain International Circuit, Szahír | 2017. november 18. |                    |
| 2       | 5       | Dubai Autodrome, Dubaj                |                    | 2017. december 8.  |
| 2       | 6       | Dubai Autodrome, Dubaj                |                    | 2017. december 8.  |
| 2       | 7       | Dubai Autodrome, Dubaj                | 2017. december 9.  |                    |
| 2       | 8       | Dubai Autodrome, Dubaj                | 2017. december 9.  |                    |
| 3       | 9       | Yas Marina Circuit, Abu-Dzabi         |                    | 2017. december 14. |
| 3       | 10      | Yas Marina Circuit, Abu-Dzabi         | 2017. december 15. |                    |
| 3       | 11      | Yas Marina Circuit, Abu-Dzabi         | 2017. december 15. |                    |
| 3       | 12      | Yas Marina Circuit, Abu-Dzabi         | 2017. december 15. |                    |
| 4       | 13      | Madras Motor Race Track, Csennai      |                    | 2018. február 3.   |
| 4       | 14      | Madras Motor Race Track, Csennai      |                    | 2018. február 3.   |
| 4       | 15      | Madras Motor Race Track, Csennai      | 2018. február 4.   |                    |
| 4       | 16      | Madras Motor Race Track, Csennai      | 2018. február 4.   |                    |

## Összefoglaló
| Forduló | Forduló | Versenypálya                          | Pole-pozíció        | Leggyorsabb kör     | Győztes versenyző   | Listavezető      | Előny |
| ------- | ------- | ------------------------------------- | ------------------- | ------------------- | ------------------- | ---------------- | ----- |
| 1       | 1       | Bahrain International Circuit, Szahír | Rinus van Kalmthout | Presley Martono     | Felipe Drugovich    | Felipe Drugovich | 17    |
| 1       | 2       | Bahrain International Circuit, Szahír |                     | Rinus van Kalmthout | Felipe Drugovich    | Felipe Drugovich | 17    |
| 1       | 3       | Bahrain International Circuit, Szahír | Rinus van Kalmthout | Rinus van Kalmthout | Rinus van Kalmthout | Felipe Drugovich | 17    |
| 1       | 4       | Bahrain International Circuit, Szahír |                     | Julien Falchero     | Julien Falchero     | Felipe Drugovich | 17    |
| 2       | 5       | Dubai Autodrome, Dubaj                | Presley Martono     | Rinus van Kalmthout | Felipe Drugovich    | Felipe Drugovich | 18    |
| 2       | 6       | Dubai Autodrome, Dubaj                |                     | Rinus van Kalmthout | Rinus van Kalmthout | Felipe Drugovich | 18    |
| 2       | 7       | Dubai Autodrome, Dubaj                | Presley Martono     | Rinus van Kalmthout | Felipe Drugovich    | Felipe Drugovich | 18    |
| 2       | 8       | Dubai Autodrome, Dubaj                |                     | Presley Martono     | Presley Martono     | Felipe Drugovich | 18    |
| 3       | 9       | Yas Marina Circuit, Abu-Dzabi         | Felipe Drugovich    | Felipe Drugovich    | Felipe Drugovich    | Felipe Drugovich | 86    |
| 3       | 10      | Yas Marina Circuit, Abu-Dzabi         |                     | Felipe Drugovich    | Felipe Drugovich    | Felipe Drugovich | 86    |
| 3       | 11      | Yas Marina Circuit, Abu-Dzabi         | Felipe Drugovich    | Felipe Drugovich    | Felipe Drugovich    | Felipe Drugovich | 86    |
| 3       | 12      | Yas Marina Circuit, Abu-Dzabi         |                     | Felipe Drugovich    | Felipe Drugovich    | Felipe Drugovich | 86    |
| 4       | 13      | Madras Motor Racing Track, Csennai    | Presley Martono     | Rinus van Kalmthout | Rinus van Kalmthout | Felipe Drugovich | 81    |
| 4       | 14      | Madras Motor Racing Track, Csennai    |                     | Rinus van Kalmthout | Presley Martono     | Felipe Drugovich | 81    |
| 4       | 15      | Madras Motor Racing Track, Csennai    | Presley Martono     | Felipe Drugovich    | Felipe Drugovich    | Felipe Drugovich | 81    |
| 4       | 16      | Madras Motor Racing Track, Csennai    |                     | Presley Martono     | Felipe Drugovich    | Felipe Drugovich | 81    |

## A bajnokság végeredménye
Pontrendszer
| Pozíció | 1. | 2. | 3. | 4. | 5. | 6. | 7. | 8. | 9. | 10. | Pole | LK |
| ------- | -- | -- | -- | -- | -- | -- | -- | -- | -- | --- | ---- | -- |
| Pont    | 25 | 18 | 15 | 12 | 10 | 8  | 6  | 4  | 2  | 1   | 2    | 2  |

(Félkövér: pole-pozíció, dőlt: leggyorsabb kör, a színkódokról részletes információ itt található)
| Pozíció | Versenyző             | BHR | BHR | BHR | BHR | DUB | DUB | DUB | DUB | YMC | YMC | YMC | YMC | CHE | CHE | CHE | CHE | Pont |
| ------- | --------------------- | --- | --- | --- | --- | --- | --- | --- | --- | --- | --- | --- | --- | --- | --- | --- | --- | ---- |
| 1.      | Felipe Drugovich      | 1   | 1   | 2   | 4   | 1   | 9   | 1   | 2   | 1   | 1   | 1   | 1   | 3   | 6   | 1   | 1   | 335  |
| 2.      | Presley Martono       | 2   | 2   | 5   | 3   | 5   | 4   | 2   | 1   | 2   | 4   | 15  | 4   | 2   | 1   | 2   | 3   | 254  |
| 3.      | Rinus van Kalmthout   | Ki  | 4   | 1   | 2   | 3   | 1   | 9   | 3   | Ki  | 6   | 3   | 2   | 1   | 2   | 3   | 2   | 245  |
| 4.      | Julien Falchero       | 6   | 3   | 3   | 1   | 4   | 3   | Kiz | 5   | 3   | 2   | 2   | 3   | 4   | Ki  | 6   | 7   | 194  |
| 5.      | Alex Karkosik         | 4   | 12  | 4   | 5   | 2   | 8   | 3   | Kiz | 5   | 3   | Ki  | 5   | 6   | Ki  | 7   | 9   | 122  |
| 6.      | Danial Frost          | 14  | 9   | 9   | Kiz | 9   | 5   | Kiz | Ki  | 6   | Ki  | 7   | 6   | 5   | 3   | 4   | 6   | 83   |
| 7.      | Harri Jones           | Ki  | 14  | 10  | 13  | 7   | 6   | Kiz | 4   | 13  | 8   | 6   | 9   | 9   | 4   | 10  | 5   | 66   |
| 8.      | Dylan Young           | 3   | 7   | 6   | Ki  | 10  | 11  | 12  | 11  | 7   | 7   | 10  | 7   | 8   | 5   | 9   | 11  | 65   |
| 9.      | Louis Gachot          |     |     |     |     | 6   | 2   | 10  | 8   | 4   | 16  | Ni  | Ni  | Ki  | 7   | 5   | 8   | 63   |
| 10.     | Robert Megennis       | 7   | 5   | 13  | 12  | 17  | 14  | 4   | 7   | 8   | 17  | 9   | 14  | 11  | 9   | 11  | 4   | 54   |
| 11.     | Michelangelo Amendola | 10  | 8   | 12  | Hn  | 8   | 7   | 5   | 6   | Ki  | 11  | 4   | 8   | 10  | 8   | 13  | 18  | 54   |
| 12.     | Manuel Maldonado      | 5   | Kiz | 15  | 6   | Ki  | 13  | 6   | 10  | 11  | 10  | 5   | 11  | 12  | Ki  | 12  | 10  | 39   |
| 13.     | Nazim Azman           | 8   | Ki  | 11  | 7   | 12  | 10  | 7   | Ki  | 12  | 5   | 13  | 17  | 15  | 13  | Ki  | 15  | 27   |
| 14.     | Pavan Ravishankar     | 9   | 6   | 7   | 9   | 16  | 15  | 8   | Kiz | 14  | 14  | 14  | 16  | 14  | Ki  | 8   | 12  | 26   |
| 15.     | Henning Enqvist       | 11  | 15  | 8   | Ki  | 11  | 12  | 15  | 9   | 10  | 9   | 8   | 10  | 10  | 10  | 14  | 13  | 16   |
| 16.     | Perdana Putra Minang  | 13  | 10  | 17  | 8   | 13  | 17  | 11  | 12  | 9   | 15  | 16  | 13  | 13  | Ki  | 16  | 14  | 7    |
| 17.     | Richard Wagner        | 12  | 17  | 16  | 10  | 15  | 16  | 13  | 14  | Ki  | 12  | 11  | 15  | 16  | 11  | 15  | 17  | 1    |
| 18.     | Kurt Hill             | Ki  | Ki  | 14  | 14  | 14  | 18  | 14  | 13  | 15  | 13  | 12  | 12  | 17  | 12  | Ki  | 16  | 0    |
| 19.     | Christophe Mariot     | 15  | 16  | 18  | 15  |     |     |     |     |     |     |     |     |     |     |     |     | 0    |

## Külső hivatkozások
- A bajnokság versenyeinek hivatalos eredményei Archiválva 2020. augusztus 9-i dátummal a Wayback Machine-ben
- Az MRF Challenge hivatalos honlapja Archiválva 2020. augusztus 4-i dátummal a Wayback Machine-ben